# Nikolas Berger
Nikolas Berger (conocido como Nik Berger; Salzburgo, 18 de marzo de 1974) es un deportista austríaco que compitió en voleibol, en la modalidad de playa. Ganó una medalla de oro en el Campeonato Europeo de Vóley Playa de 2003.

## Palmarés internacional
| Campeonato Europeo | Campeonato Europeo | Campeonato Europeo | Campeonato Europeo |
| Año                | Lugar              | Medalla            | Pareja             |
| ------------------ | ------------------ | ------------------ | ------------------ |
| 2003               | Alanya (Turquía)   | Medalla de oro     | Clemens Doppler    |